# Castle Bravo

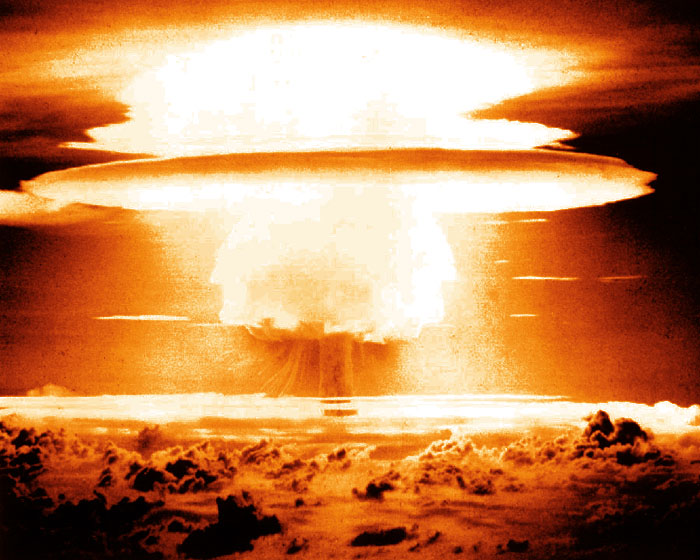
Explosió de Castle Bravo

Castle Bravo és el nom en clau de la major explosió nuclear realitzada pels Estats Units durant l'Operació Castle. La bomba, de tipus termonuclear, mesurava 4,56 m de llargada i 1,37 m de diàmetre. El dispositiu, de nom en clau "The Shrimp" (La Gamba), fou construït de manera senzilla (és a dir, la seva estructura no era tan complicada com la d'Ivy Mike). La cabina on es trobava el dispositiu, s'ubicava a l'atol de Bikini (Illes Marshall).
Castle Bravo fou detonada el 28 de febrer del 1954 (Horari Mundial), amb un rendiment de 15 megatones, més de tres vegades el rendiment estimat en el seu disseny. Això donà lloc a una contaminació radiològica que s'estengué a les illes properes (incloent-hi els habitants i soldats dels EUA estacionats allà), així com un vaixell de pesca japonès (Daigo Fukuryu Maru), resultant en una mort directa i continus problemes de salut per moltes de les persones exposades. La reacció del públic a les proves i la consciència dels efectes a llarg terme de les seqüeles nuclears s'ha citat com a part de la motivació pel Tractat de prohibició parcial de proves nuclears del 1963.
L'experiment permeté provar l'efecte en la salut de les poblacions locals de diferents tipus de contaminació amb radioactivitat, així com les diferents patologies qua han afectat homes, nens i dones, a més de persones nascudes més tard.